# جوليس مارتن
جوليس مارتن (بالفرنسية: Jules Martin) هو سياسي سويسري، ولد في 27 فبراير 1824 في فيفي في سويسرا، وتوفي في 21 مايو 1875 في جنيف في سويسرا. انتخب رئيس المجلس الوطني السويسري ‏ وانتخب عضو المجلس الوطني السويسري وانتخب عضو مجلس الولايات السويسري.